# 10E busz (Zalaegerszeg)
A zalaegerszegi 10E jelzésű autóbusz az Autóbusz-állomás és a Köztemető (Göcseji út) megállóhelyek között közlekedik tanítási napokon, irányonként 1 indulással. A vonalat a Volánbusz üzemelteti.

## Útvonala
| Köztemető (Göcseji út) felé | Autóbusz-állomás |
| --- | --- |
| Autóbusz-állomás – Balatoni út – Kazinczy tér – Rákóczi Ferenc utca – Gasparich Márk utca – Landorhegyi út – Csertán Sándor utca – Göcseji út – Köztemető (Göcseji út) | Ganz Ábrahám Szakközépiskola – Gasparich Márk utca – Rákóczi Ferenc utca – Kazinczy tér – Balatoni út – Autóbusz-állomás |

## Megállóhelyei
| 0  | Autóbusz-állomás végállomás                 | 10 | 1A, 2, 2A, 2Y, 5, 5C, 5Y, 9E, 24, 26, 30, 30A, 30C, 41, C5 |
| 5  | Kazinczy tér                                | ∫  | 1, 1A, 1E, 1U, 1Y, 10, 10C, 10Y, 24, 26, 30, 30C, C2       |
| 8  | Olai templom (Interspar)                    | ∫  | 1, 1A, 1E, 1U, 1Y, 10, 10C, 10Y, 11, 11A, 11Y, 24, 26      |
| 11 | Gasparich utca 16.                          | ∫  | 10, 10C, 10Y, 11, 11A, 11Y, 26, 48, C1, C4                 |
| 15 | Ganz Ábrahám Szakközépiskola végállomás (↑) | 0  | 10C, 26                                                    |
| 20 | Köztemető (Göcseji út) végállomás (↓)       |    | 10, 10C, 11, 11A, 30, 30A, 30C, 48                         |